# Андреев, Александр Игнатьевич
Алекса́ндр Игна́тьевич Андре́ев (12 [24] марта 1887, Санкт-Петербург — 12 июня 1959, Ленинград) — российский и советский историк. Доктор исторических наук, профессор.

## Биография
Окончил Петровское коммерческое училище (1907), историко-филологический факультет Петербургского университета (1916). Ученик А. С. Лаппо-Данилевского и А. Е. Преснякова. Первоначально был вольнослушателем в университете, получал стипендию от Санкт-Петербургского купеческого общества, в 1908—1909 годах учился на экономическом отделении Санкт-Петербургского политехнического института.

## Деятельность
С 1913 года по приглашению председателя Постоянной исторической комиссии Академии наук Лаппо-Данилевского работал в этой комиссии, занимался подготовкой к изданию сборника «Грамоты Коллегии экономии». С 1921 года работал учёным секретарём Постоянной исторической комиссии, с 1926 года — Постоянной историко-археографической комиссии АН СССР (после её объединения с Археографической комиссией). В 1918—1925 работал в архиве Наркомата Путей сообщения, в 1919—1927 преподавал в Археологическом институте и на историческом факультете Ленинградского государственного университета.
В 1929 году был арестован по «академическому делу», а в августе 1931 года был приговорён к 5 годам ссылки в Красноярский край. С 1931 работал счетоводом транзитного лесосостава, с 1932 года — заведующим отделом экономики труда Старо-Нифантьевской железной дороги и статистиком управления. В 1933—1935 годах — научный сотрудник Енисейского районного музея, в 1934—1935, одновременно, заведующий библиотекой Севполярлеса. Весной 1935 вернулся из ссылки в Ленинград.
В 1935—1941 годах работал старшим научным сотрудником Института народов Севера и Института этнографии АН СССР, в 1936—1942 работал в Ленинградском отделении Института истории (ЛОИИ). С 1938 года являлся членом Географического общества.
В 1940 году защитил докторскую диссертацию по теме «Очерки по источниковедению Сибири XVII—XVIII вв.».
Летом 1942 года был эвакуирован в Казань, затем в Ташкент. Вскоре стал сотрудником Института истории АН СССР, переехав в Москву.
В 1943—1949 работал заведующим кафедрой вспомогательных исторических дисциплин Московского государственного историко-архивного института. С 1945 года — профессор.
В 1947 году обвинён в «преклонении перед Западом» и «Лапподанилевщине» (он открыто называл далёкого от марксизма А. С. Лаппо-Данилевского своим учителем). Наталья Фёдоровна Демидова вспоминала: «Андреев — единственный, кто не стал каяться в предъявляемых ему вымышленных „грехах“. Все его товарищи говорили, ну что он ломается… Все понимали, что это „комедия“, понимали, что люди говорят то, чего не думают. Тогда шла борьба с космополитизмом. Причём, когда говорили „космополитизм“ подразумевали обычно сионизм, к которому Андреев никакого отношения не имел. Он попал за свою статью, где он будто бы восхищался Англией».
Неоднократно подвергался резкой критике, в связи с чем был вынужден вернуться в Ленинград, где в 1953—1956 работал в Ленинградском отделении Института истории естествознания и техники, а в 1956—1959 заведовал библиотекой ЛОИИ.
Умер в Ленинграде, похоронен на Богословском кладбище.

## Профессиональные интересы
С 1916 году публиковал научные работы по истории Севера и Сибири (первый труд на эту тему: «Отступные грамоты. К истории крестьянского землевладения на Севере в XVI в.»). Подготовил к печати и издал со своими комментариями труды известного историка XVIII века Г. Ф. Миллера по истории, географии и этнографии Сибири. Занимался изучением жизни, деятельности и трудов сибирского историка, географа и этнографа конца XVII—начала XVIII в. Семёна Ремезова; исследованием сибирских летописей и различных описаний Сибири. Автор трудов по источниковедению Сибири, опубликовал два из четырёх планировавшихся им томов капитального труда «Очерки по источниковедению Сибири», посвящённых XVII и первой половине XVIII веков. Продолжал работу над этой темой до своей смерти.
Значительная часть его научной деятельности была посвящена изучению истории русских географических открытий XVII—XVIII вв. Автор исследований и публикаций «Записки Свена Вакселя», «Русские открытия в Тихом океане и Северной Америке», «Русский флот и географические открытия». Изучал историю Первой и Второй Камчатских экспедиций и деятельности путешественника С. П. Крашенинникова. Занимался исследованиями истории географической мысли в России в XVIII в.
А. И. Андреев издал ряд важных исторических источников. Среди них «Письма и бумаги Петра Великого», (т. 7, в. 2, т. 8, в. 1, 1946—1948), возобновления издания которых он добился, а также некоторые сочинения М. В. Ломоносова, географические труды и письма В. Н. Татищева и др.

По мнению историка К. Н. Сербиной, 

все работы А. И. Андреева отличаются фундаментальностью, насыщенностью фактическим материалом, скрупулёзно собранным, тщательно выверенным и критически исследованным. В вопросах науки он был всегда принципиален, твёрд, а подчас и весьма суров, но его критика всегда носила деловой характер. Ему было органически чуждо стремление «улучшать или ухудшать историю». Он не боялся и умел отстаивать свои научные убеждения, но вместе с тем умел и отказаться от них, если доводы противника убеждали его.

## Память об учёном на карте
- Горный пик[англ.] на Земле Королевы Мод в Антарктиде (пик Андреева, 71°46′ ю.ш., 10°11′ в.д., открыт и нанесён на карту в 1961 году, название присвоено в 1966 году)[4][5].
- мыс в Антарктиде (мыс Андреева, Земля Виктории, 68°55′ ю.ш., 155°12′ в.д., мыс нанесён на карту в 1958 году, назван не позже 1965 года)[5].
- Река Андреевка на острове Кунашир.

## Семья
- Отец — Игнатий Андреевич, происходил из крестьянской семьи Псковской губернии, работал сторожем в приюте Санкт-Петербургского купеческого общества.
- Мать — Екатерина Ильинична, также происходила из псковской крестьянской семьи.